# Induismo in Kenya

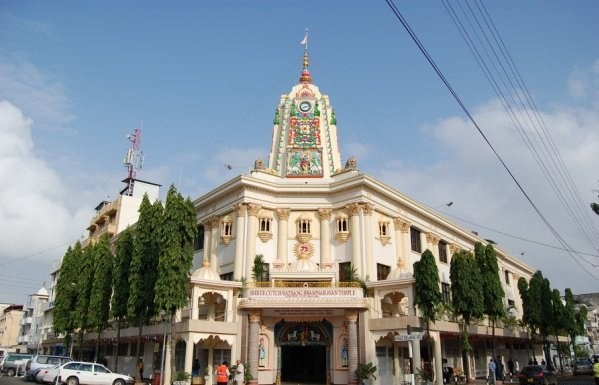
Tempio indù a Mombasa.

L'influenza dell'induismo in Kenya è iniziata all'inizio del primo millennio d.C. quando ci fu un ampio sviluppo commerciale tra l'Africa orientale e il subcontinente indiano. L'evidenza archeologica ha permesso di dimostrare la presenza di piccoli insediamenti indù, trovati principalmente a Zanzibar e nelle zone immediatamente costiere del Kenya, come la costa abitata dagli Swahili, assieme a quelle dello Zimbabwe e del Madagascar.
Molte parole in lingua swahili hanno le loro radici etimologiche in lingue indiane associate con l'induismo.
Il Pew Research Center stima che ci siano stati almeno 60 000 indù in Kenya nel 2010, corrispondenti a poco meno dello 0,25% della popolazione totale. Altre stime inseriscono un numero più alto, con oltre 200 000 indù presenti in Kenya (meno dell'1% della popolazione totale), per lo più provenienti dal Gujarat e dagli stati a nordovest dell'India), risalenti a prima dell'ottenimento dell'indipendenza dal dominio coloniale dell'impero britannico nel 1963.
Durante i conflitti politici che seguirono molti indù emigrarono dal Kenya verso l'Europa (soprattutto in Regno Unito) e in altri Paesi del Commonwealth.
A differenza del nord e nord-est dei paesi africani a maggioranza islamica che non consentono la costruzione di templi indù o la pratica libera della propria fede, il Kenya permette la libertà religiosa di praticare l'induismo; molte delle città del Kenya hanno un numero di templi provenienti da diverse scuole indù. I templi indù in Kenya sono per lo più situati a nord e ad ovest del paese e sono in stile architettonico indiano.

## Demografia
Secondo il censimento svolto nel 2009, ci sono un totale di 53.393 indù in Kenya.

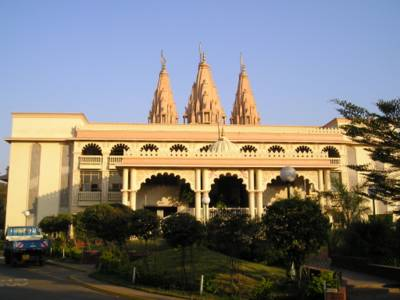
Tempio indù a Nairobi.

## Indù in Kenya

### Storia
Come detto, l'Induismo in Kenya proviene principalmente dalle rotte commerciali costiere tra il Gujarat e il Marwar in India e l'Africa orientale.
L'origine dei gujarati kenioti risale alla fine del XIX secolo, quando i colonialisti inglesi portarono fin qui i braccianti dall'India per fargli costruire la ferrovia che doveva collegare l'Uganda al Kenya. Molti dei lavoratori, piuttosto che tornare indietro nel subcontinente indiano, si stabilirono più semplicemente nel paese.

### Oggi
L'uno per cento della popolazione del Kenya pratica l'induismo così come riportato dall'IRF Questo è in contrasto con 0,14% registrato nel censimento del Kenya del 2009.
Oggi, la comunità Gujarati in Kenya è stimato a più di sessantamila unità, e si disperde per tutto il paese. Nonostante vari gradi di acculturazione, la maggior parte hanno mantenuto i loro forti legami con le loro tradizioni originali.
Ci sono poche centinaia di keniani convertiti all'induismo, principalmente attraverso l'Associazione internazionale per la coscienza di Krishna.
Il movimento di Brahma Kumaris e l'organizzazione di Sathya Sai Baba sono anch'essi attivi in Kenya.

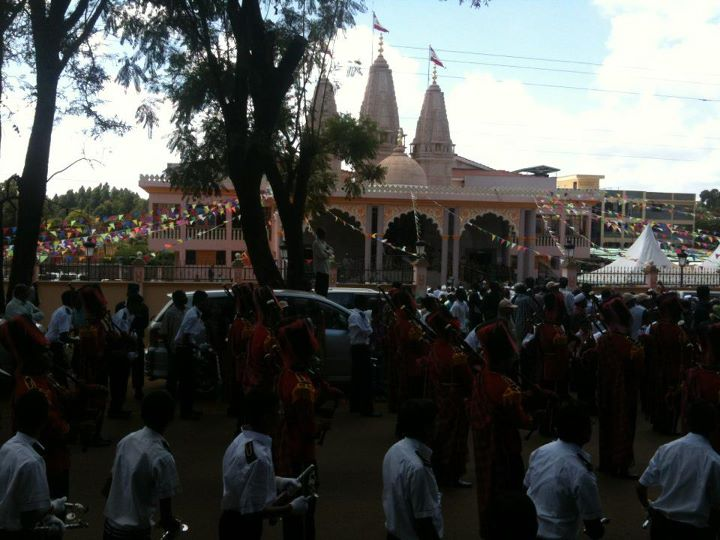
Festa delle comunità induista al tempio di Eldoret.

## Associazionismo indù
Fino a pochi anni fa, gli indù sono stati descritti nel registro dell'elettorato come "non musulmani". Grazie agli sforzi del "Vishva Hindu Parishad" (IAST, Consiglio mondiale indù affiliato al nazionalismo indù), sono ora descritti come "indù". Il Consiglio è stato impegnato anche nella preparazione di programmi e libri per l'educazione religiosa induista.